# Antimon trifluoride
Antimon trifluoride, hay antimon(III) fluoride là một hợp chất vô cơ có thành phần gồm hai nguyên tố antimon và flo, với công thức hóa học được quy định là SbF3. Ngoài ra, còn hợp chất vô cơ tương tự có cùng thành phần, SbF5 đôi khi được gọi là chất phản ứng của Swart, là một trong hai chất fluoride chính của antimon. Antimon trifluoride tồn tại dưới dạng chất rắn màu trắng. Cũng như một số ứng dụng công nghiệp, hợp chất này được sử dụng làm chất thử trong hóa học vô cơ và organofluorine.

## Phản ứng
SbF3 có khả năng hòa tan trong HF để tạo axit tetraflorostibic(III):
SbF3 + HF ·→ HSbF4
Axit này có khả năng tạo muối, như Co(SbF4)2, Ni(SbF4)2,….

## Các ứng dụng
Hợp chất này được sử dụng như một chất phản ứng fluoride trong hóa học hữu cơ. Ứng dụng này được báo cáo bởi nhà hóa học người Bỉ Frédéric Jean Edmond Swarts vào năm 1892, người đã chứng minh tính hữu ích của nó trong việc chuyển đổi các hợp chất chloride thành fluoride. Phương pháp này liên quan đến việc chuyển đổi antimon trifluoride với clo hoặc với antimon pentachloride để tạo ra các chất hoạt tính antimon triflorođichloride (SbCl2F3). Hợp chất này cũng có thể được sản xuất với số lượng lớn.
SbF3 được sử dụng trong nhuộm và trong đồ gốm, để làm men và thủy tinh.

## An toàn
Liều tối thiểu gây chết (lợn guinea, đường miệng) là 100 mg/kg.